# Kolarevo Selo
Kolarevo Selo es una localidad de Croacia en el municipio de Ivanska, condado de Bjelovar-Bilogora.

## Geografía
Se encuentra a una altitud de 136 m s. n. m. a  km de la capital nacional, Zagreb.

## Demografía
En el censo 2011, el total de población de la localidad fue de 159 habitantes.
| Gráfica de población de Kolarevo Selo 1857-2011                     |
|                                                                     |
| Según los censos de población de la oficina estadística de Croacia. |